# Katee Sackhoff
Kathryn Ann Sackhoff (ur. 8 kwietnia 1980 w Portland) – amerykańska aktorka, która występowała m.in. w remake’u serialu Battlestar Galactica (2004), serialach Bionic Woman: Agentka przyszłości (2007) i Another Life (2019), filmach Halloween: Resurrection (2002) i Riddick (2013).

## Nagrody
Sackhoff trzykrotnie nominowana była do nagrody Saturn Award – w 2004 roku jako najlepsza aktorka drugoplanowa w serialu telewizyjnym oraz w 2006 i 2007 jako najlepsza aktorka drugoplanowa w filmie telewizyjnym. W 2006 roku wygrała tę nagrodę. Wszystkie nominacje dostała za rolę „Starbuck” w Battlestar Galactica.